# Argenvilliers
Argenvilliers é uma comuna francesa na região administrativa do Centro, no departamento Eure-et-Loir. Estende-se por uma área de 18,81 km². Em 2010 a comuna tinha 337 habitantes (densidade: 17,9 hab./km²).